# Марьевка (Красносвободненский сельсовет)
Ма́рьевка — деревня в Тамбовском районе Тамбовской области России. Входит в состав сельского поселения Красносвободненский сельсовет.

## География
Расположена в центральной части Тамбовской области в 6 км к западу от Тамбова, в километре восточнее автомобильной магистрали — М6 «Каспий», на западном берегу реки Большая Липовица. На противоположном берегу реки расположена деревня Масловка.

## Население
| 2010 |
| ---- |
| 26   |